# GIPF projekt
GIPF projekt je série šesti úspěšných abstraktních deskových her pro dva hráče, jejichž autorem je Kris Burm z Belgie:
1. GIPF
2. TZAAR (do roku 2007 byla na jeho místě hra TAMSK)
3. ZÈRTZ
4. DVONN
5. YINSH
6. PÜNCT
7. LYNGK

Všechny tyto hry lze hrát samostatně, ale je zde i možnost hrát jejich kombinaci. V takovém případě je ústřední hrou GIPF, který se hraje se základními kameny a doplňky kamenů, které se nazývají potenciály. Potenciály mají stejné názvy jako ostatní hry projektu a pro každou hru jsou v GIPFu tři. Před zahájením partie si je hráči nasadí na kameny. Potenciál umožňuje hráči jednou za hru vykonat nějaký zvláštní tah, ale když se hráč rozhodne ho použít, soupeř se může pokusit ho neutralizovat tím, že vyzve tohoto hráče k partii ve hře, která má stejný název jako potenciál. Aby hráč směl potenciál využít, musí v této hře vyhrát nebo remizovat. Pokud prohraje, potenciál je ztracen.
Hráči se před zahájením hry musejí dohodnout, kolik a které potenciály použijí a kolik z nich bude možné pokusit se neutralizovat. Mohou se také samozřejmě dohodnout, že o úspěšném vykonání nebo neutralizaci potenciálu bude rozhodovat partie v jakékoli jiné hře, která nepatří do GIPF projektu, nebo nějaký způsob losu (např. hod kostkou).

Hry GIPF projektu
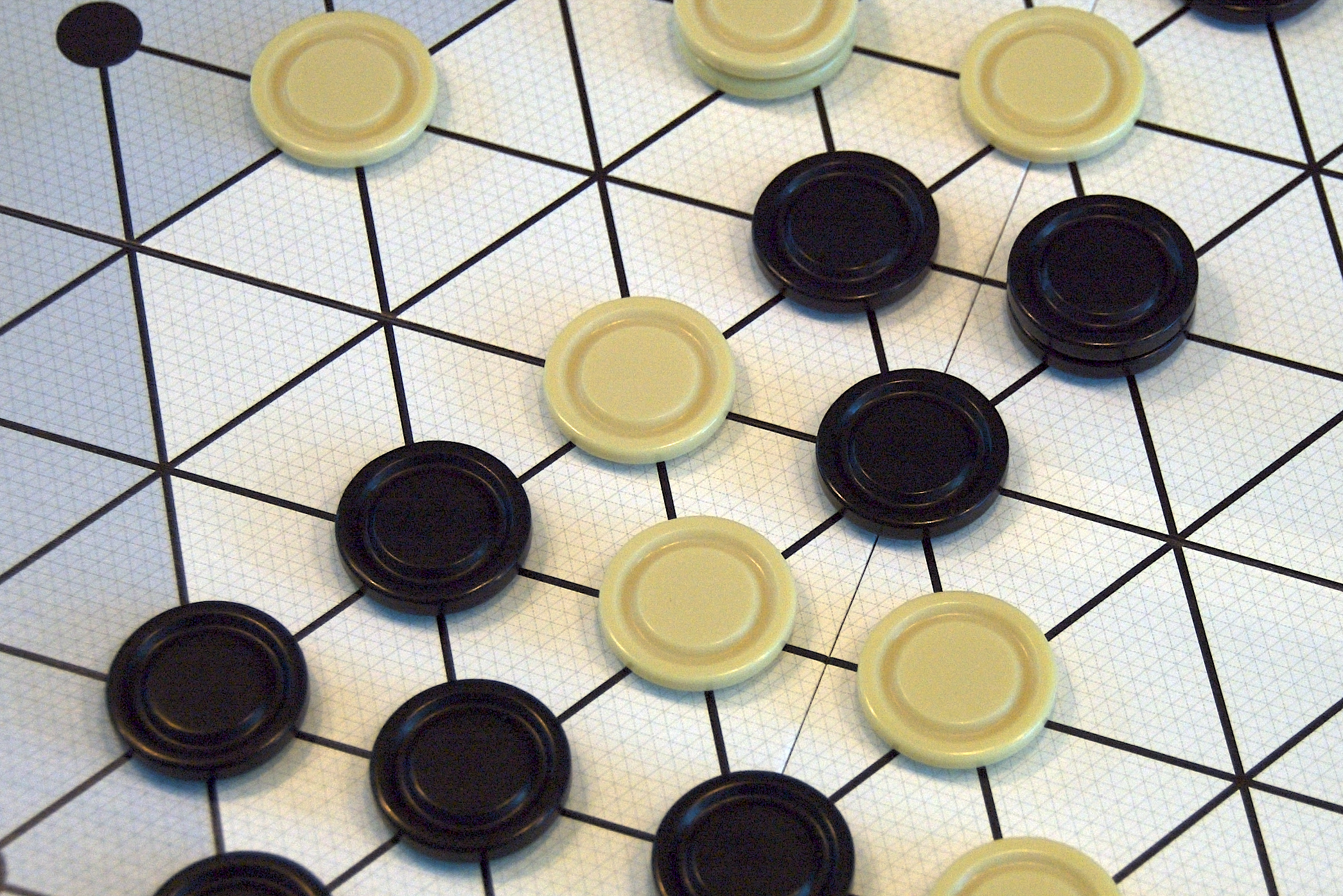
GIPF
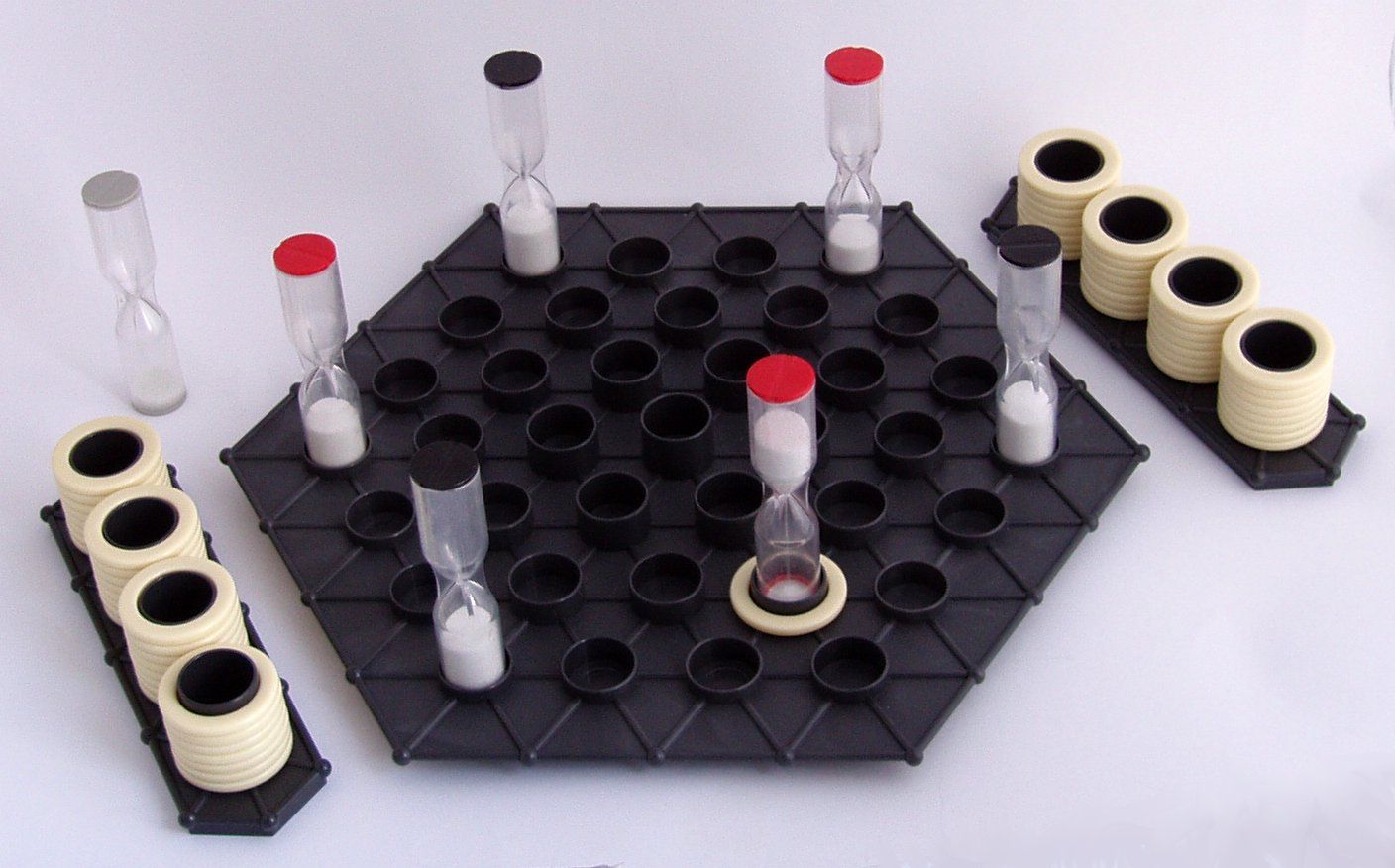
TAMSK (vyřazen)
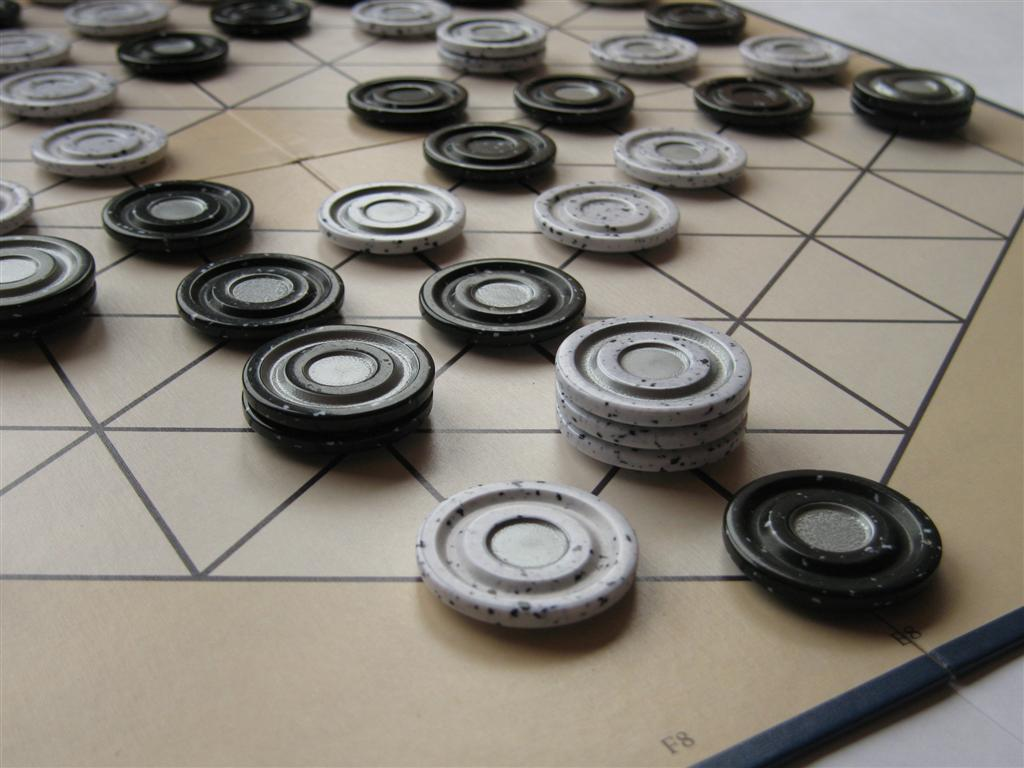
TZAAR
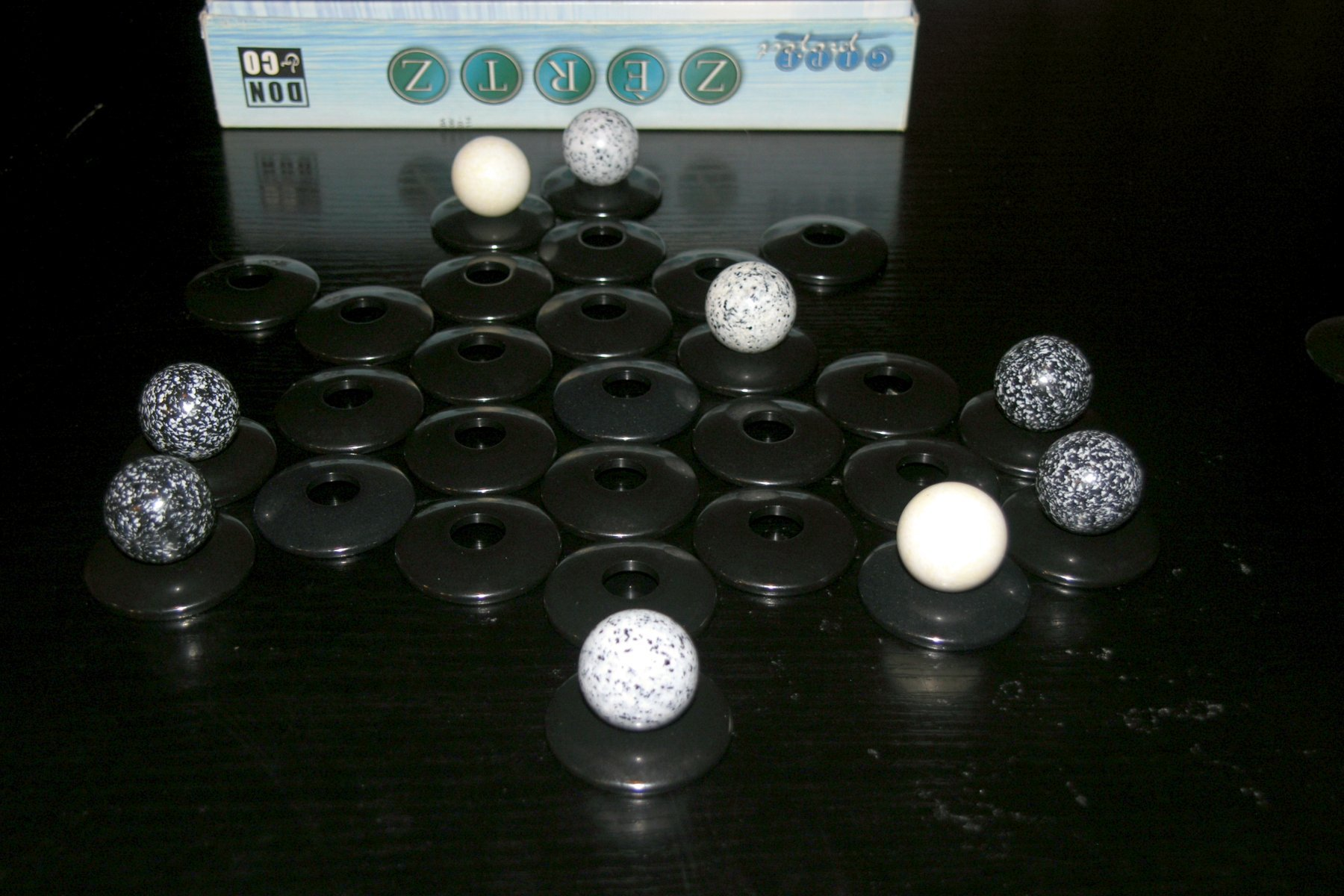
ZÈRTZ
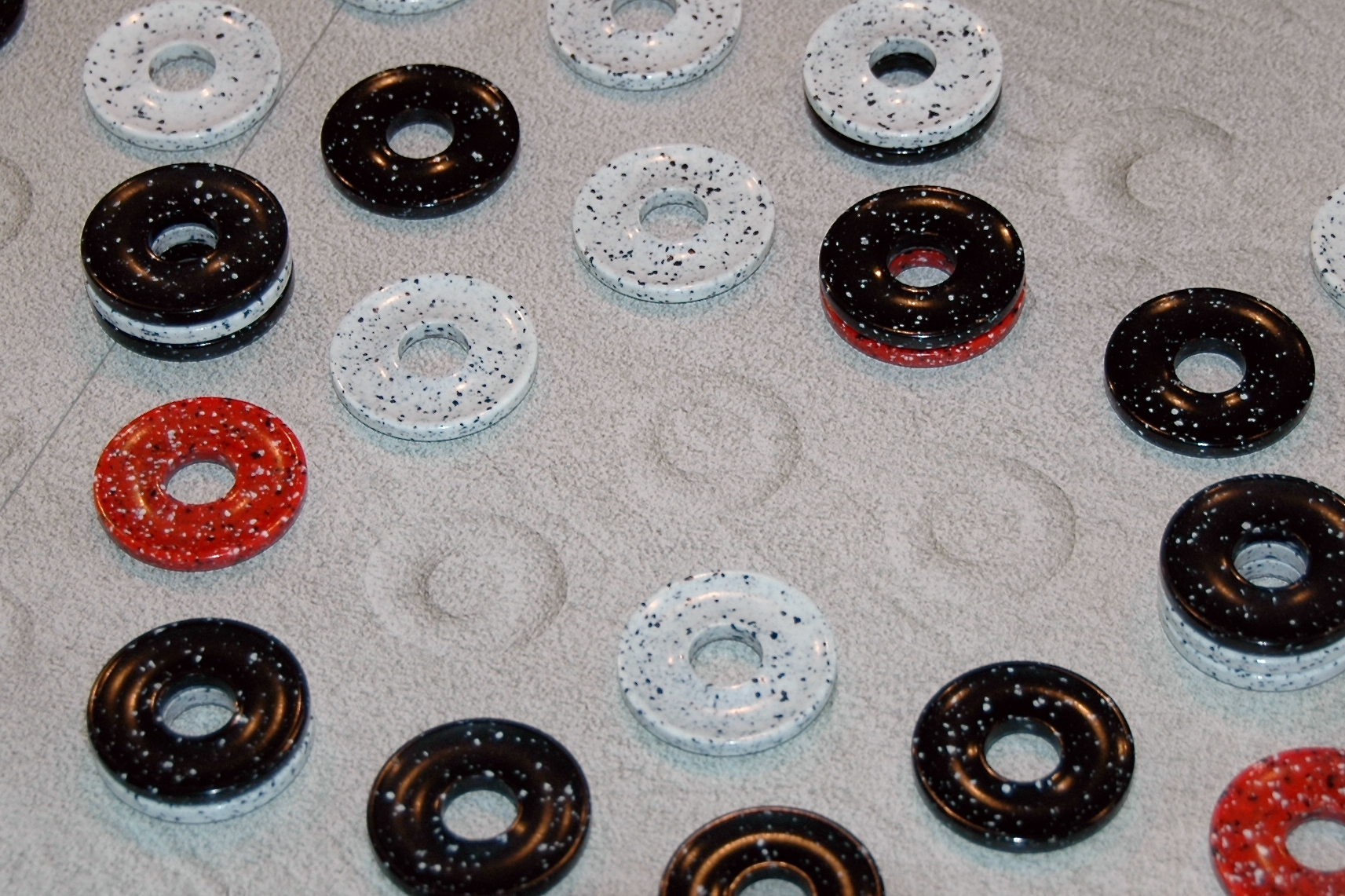
DVONN
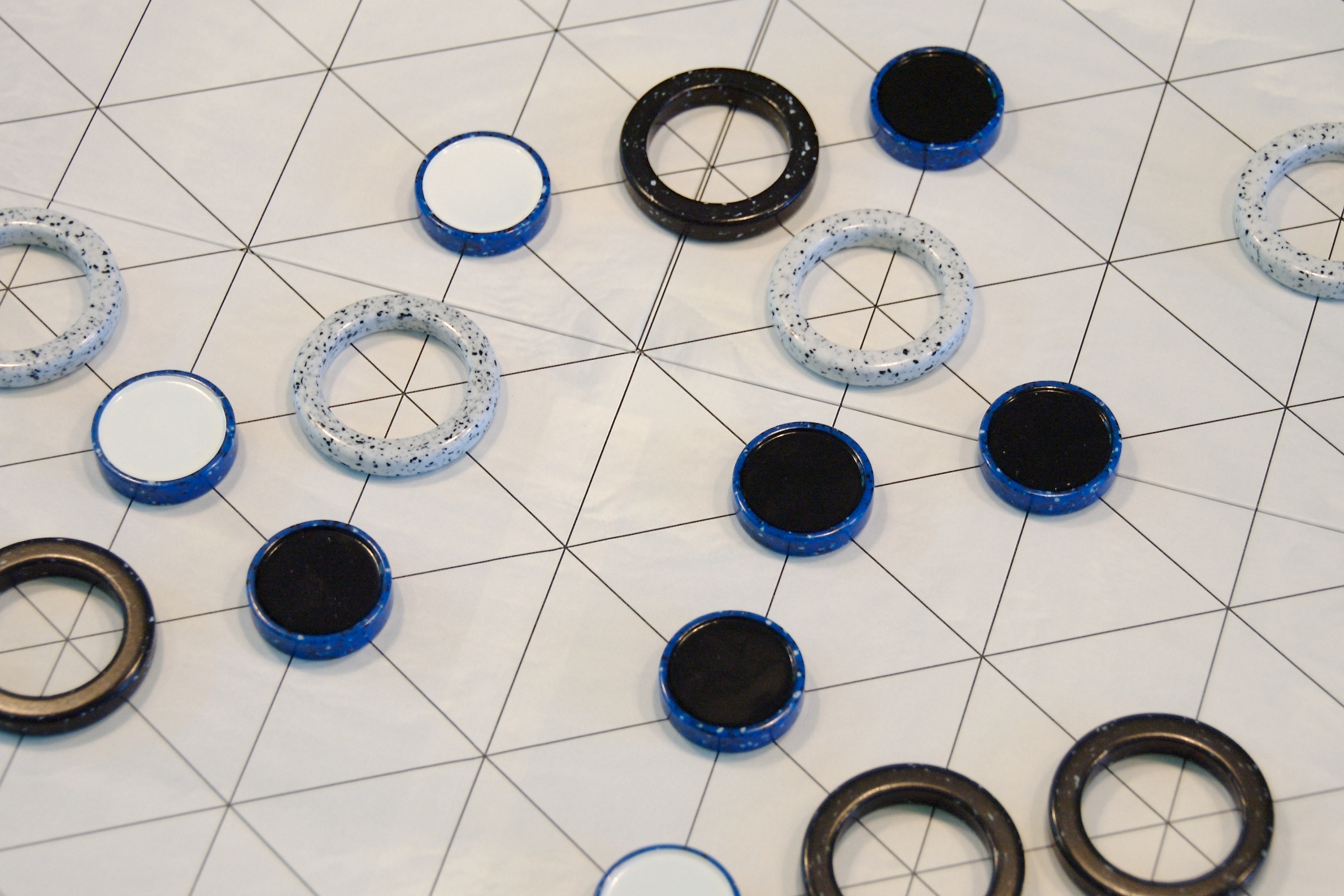
YINSH
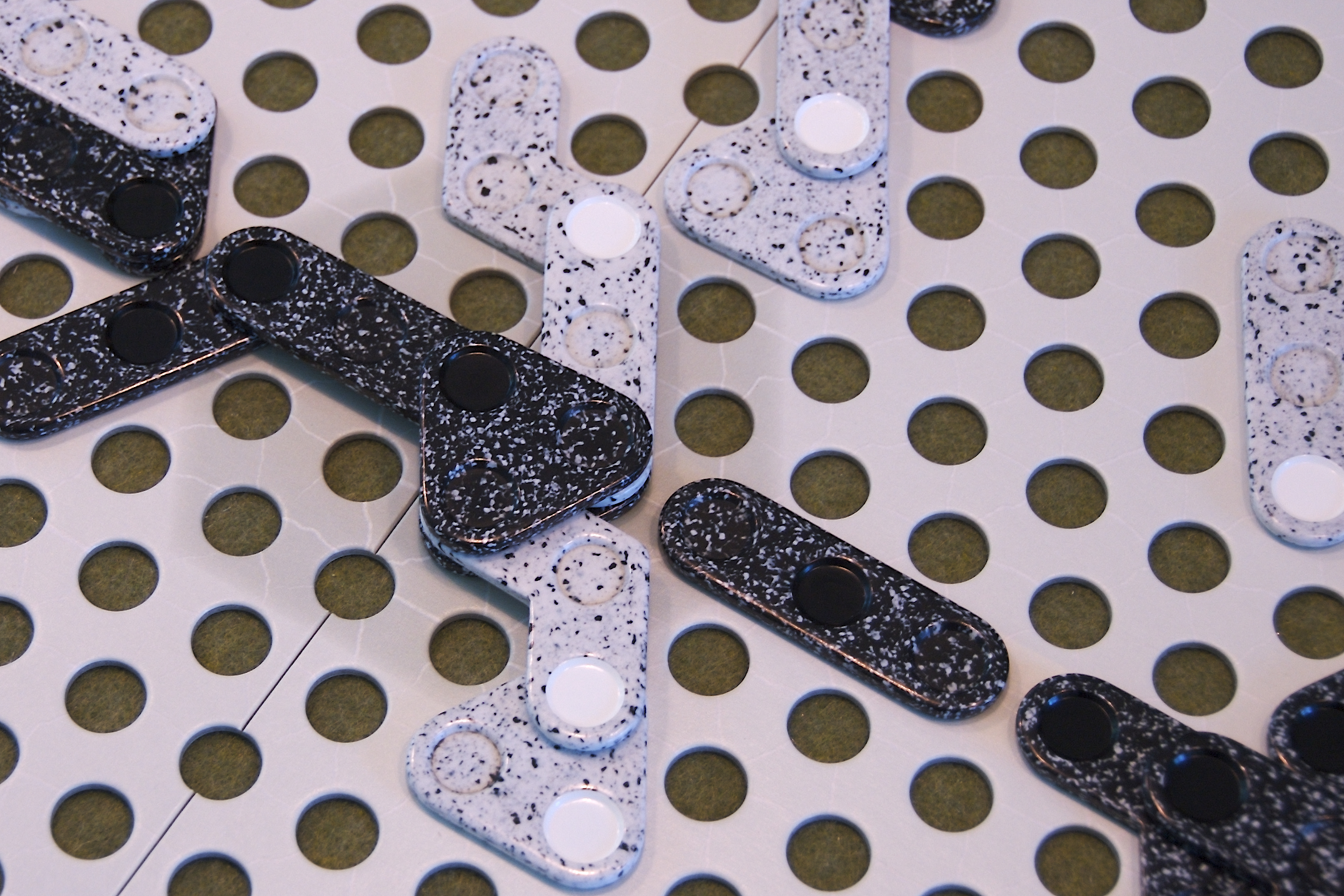
PÜNCT

## Charakteristika her
Všechny hry GIPF projektu mají několik společných vlastností:
- vždy se jedná o abstraktní hry pro dva hráče
- všechny se odehrávají na šestiúhelníkovém hracím plánu
- většinou se v průběhu hry neustále zmenšuje hrací plocha nebo počet možností, které hráč má
- název hry tvoří slovo z pěti velkých písmen (až na GIPF), které nemá žádný význam
- na krabici s hrou (kromě GIPFu) je vyobrazen jeden z pěti elementů (země, voda, oheň, vzduch, mysl)

## Historie
GIPF projekt byl zahájen v roce 1997 v Belgii. V roce 1998 ho firma Don & Co. Schmidt Spiele vydala mezinárodně a od té doby je dostupný ve většině světa. V té době obsahoval jen hry GIPF a TAMSK. V dalších letech následoval ZÈRTZ (2000), DVONN (2001), YINSH (2003) a PÜNCT (2005). V roce 2006 převzala vydávání projektu belgická firma SMART. V roce 2007 vyšla poslední hra, TZAAR, která nahradila hru TAMSK. Tím byl GIPF projekt uzavřen, nicméně Kris Burm nevylučuje, že časem vznikne nějaká další hra, která se stane jeho součástí.

## Mistrovství světa

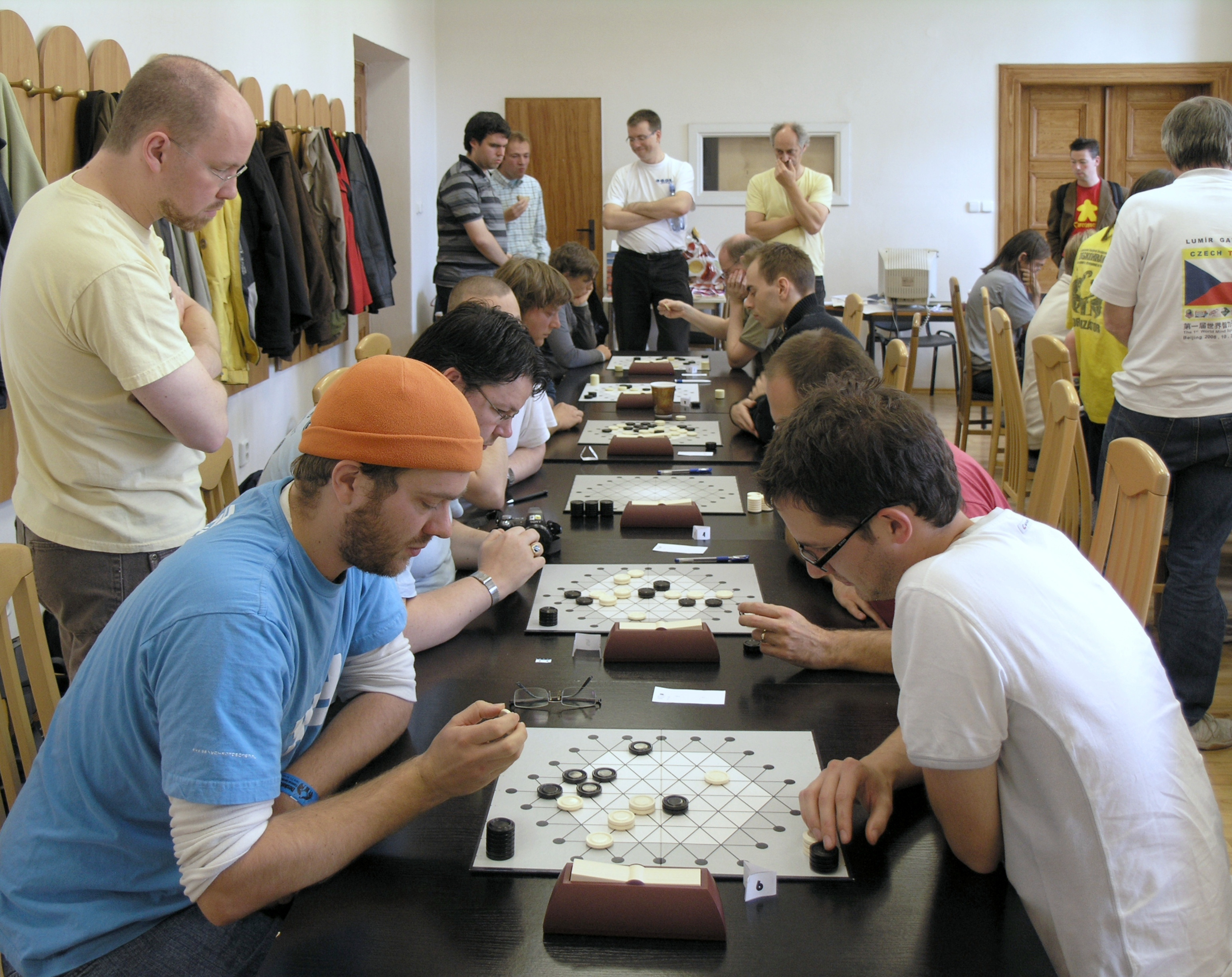
Turnaj v GIPFu v rámci mistrovství světa

U příležitosti 10. výročí vzniku GIPF projektu se ve dnech 2. až 5. října 2008 v Praze, v rámci Deskohraní, uskutečnilo mistrovství světa. Šlo o šest samostatných turnajů (v každé hře jeden) hraných švýcarským systémem na nejméně pět kol, přičemž se hráč nemusel zúčastnit všech turnajů. Za každé vítězství hráč získal jeden bod. Celkovým vítězem se stal Mathijs Booden z Nizozemska, nejlepší z českých hráčů byl na 11. místě Jiří Bauma. Akci organizoval sám autor projektu Kris Burm. Ten se celkově umístil na 30. místě, účastnil se však pouze turnaje v YINSHi.